# DSA-240
La DSA-240 es una carretera perteneciente a la Red Primaria de la Diputación Provincial de Salamanca que une la carretera  SA-212  con la localidad de Los Santos.
Además, también pasa por la localidad de Fuenterroble de Salvatierra.

## Origen y Destino
La carretera  DSA-240  tiene su origen en Fuenterroble de Salvatierra, en la intersección con la carretera  SA-212  y termina en el casco urbano de Los Santos, en la intersección con las carreteras  DSA-239  y  DSA-241 ; formando parte de la Red de carreteras de Salamanca.